# Angelo Vanzin
Angelo Vanzin (ur. 8 lutego 1932 w Liernie, zm. 22 maja 2018 tamże) – włoski wioślarz, złoty medalista olimpijski.
Wystąpił na igrzyskach olimpijskich w Melbourne w 1956, gdzie Włosi w składzie: Alberto Winkler, Romano Sgheiz, Angelo Vanzin, Franco Trincavelli i Ivo Stefanoni (sternik) zdobyli złoty medal w czwórkach ze sternikiem. W wyścigu finałowym o 3 sekundy wyprzedzili osadę Szwecji i o 11,5 sekundy osadę Finlandii. Był to jego jedyny start olimpijski.
Ponadto zdobył brązowy medal w czwórkach ze sternikiem na mistrzostwach Europy w Bledzie (1956) oraz złoty w ósemkach na mistrzostwach Europy w Duisburgu (1957). 
Odznaczony złotym medalem Włoskiego Narodowego Komitetu Olimpijskiego.